# Marmarth (North Dakota)
Bowbells er en amerikansk by i staten North Dakota, i Slope County. I 2000 havde byen et indbyggertal på 140.

## Ekstern henvisning
- Marmarths hjemmeside (engelsk) Arkiveret 2. oktober 2007 hos  Wayback Machine

46°17′41″N 103°55′23″V / 46.2947°N 103.9231°V